# Valhøj
Valhøj var et kolonihaveområde i Rødovre. Selve Valhøj er en af oprindeligt 2 tætliggende gravhøje på området. Kun den nordlige er bevaret. 

Området har sin oprindelse i en kampagne som dagbladet Politiken startede 28. marts 1909. Avisen meddelte denne søndag at den ville starte en "havekoloni" for kommuneskolebørn på en mark i Rødovre kaldet Valhøj. Det var en kampagne indledt af redaktøren Henrik Cavling, og han fortalte selv at han havde fået idéen året før, 1908, da han afholdte sin anden feriekoloni for københavnske børn på Wesselsminde i Nærum.

Inden annoncen i 1909 var der blevet forberedet veje og 64 haver på hver ca. 400 kvadratalen var blevet udstukket. Der blev derefter modtaget ansøgere til haverne. I alt indkom 64 ansøgere med i alt 225 børn. Cavling beretter at "Hovedparten af Ansøgerne var Betonarbejdere, der har særlige Betingelser for at kunne faa noget ud af Jordlodder. Men i øvrigt saas paa Listerne Folk af forskellige Livsstillinger saasom Cigarmagere, Bagere, Fotografer, Handelsgartnere, Avissælgere, Gasværksarbejdere o.s.v.".
Politiken bragte efterfølgende flere reportager, allerede året før var de første pressefotografier, taget af fotografen Holger Damgaard bragt i avisen, samme fotograf tog dette år (1909) 17 fotografier af Valhøj og de håbefulde børn bragt som en montage.
Området ophørte med at være kolonihaveforening, da det i 1920 blev udstykket til parcelhusegrunde. 